# Графская бухта
Графская бухта, Нефтяная бухта, Клепальная бухта) — бухта на северной стороне Севастопольской бухты, близ Инкермана. Отгорожена от остальной акватории и от Маячной бухты молом.
Распространены два названия бухты: Графская и Нефтяная. Первое название связано с тем, что здесь в конце XVIII века находился хутор командующего Черноморским флотом графа Марка Войновича (в его же честь названа Графская пристань). Второе название связано со строительством на берегах бухты нефтегавани.
К строительству нефтегавани бухта также имела название Клеопина. Это название происходит от названия Клеопиной балки, впадающей в бухту (сама балка получила название в честь братьев Клеопиных). Однако в народной этимологии название трансформировалось в более понятную для моряков Клепальную бухту. Сейчас это название малоиспользуемое. 
1 августа 1985 года "СКР-48" совершил навал на танкер "Давид Бакрадзе" в нефтегавани.
После аннексии Крыма в бухте находится стоянка кораблей береговой охраны Черноморского флота России.